# Wolfgang Trautwein (Literaturwissenschaftler)
Wolfgang Trautwein (* 6. Juli 1949 in Stuttgart) ist ein deutscher Literaturwissenschaftler und Archivar. Er war von 1987 bis 2015 der Direktor des Archivs der Akademie der Künste, Berlin, und von 2015 bis 2021 Vorsitzender des Arbeitskreises selbständiger Kultur-Institute (AsKI).

## Leben
Trautwein hat in Stuttgart, Nizza und Berlin Germanistik, Philosophie und Romanistik studiert und mit dem Staatsexamen abgeschlossen. Er promovierte mit einer komparatistischen Arbeit über die Schauerliteratur im 18. und 19. Jahrhundert, war von 1978 bis 1983 wissenschaftlicher Assistent bei Walter Höllerer an der TU Berlin mit Forschungsschwerpunkten Komödie, Dramenformen des 20. Jahrhunderts und zeitgenössische Autoren. Von 1983 bis 1986 war er Geschäftsleiter des Literarischen Colloquiums Berlin (LCB), 1986/87 Sekretär der Abteilung Literatur der Akademie der Künste, Berlin (West), von 1987 bis 2015 Direktor des Archivs der Akademie der Künste. Von 2015 bis 2021 war er Vorsitzender des Arbeitskreises selbständiger Kultur-Institute (AsKI).
Er ist seit 1998 mit Elisabeth Trautwein-Heymann, der Tochter des Komponisten Werner Richard Heymann, verheiratet und lebt in Berlin und Salzburg.

## Wirken
Als Direktor unter dem Präsidenten Walter Jens betrieb Trautwein von 1990 bis 1993 maßgeblich die Vereinigung der beiden Akademiearchive aus Ost und West zu einer kohärenten multidisziplinären Einrichtung aller in der Akademie vertretenen Künste. In seiner Amtszeit erwarb er für die Akademie über 600 Personenarchive, u. a. die von Walter Benjamin, Hanns Eisler, Walter Felsenstein, Götz Friedrich, Günter Grass, George Grosz, HAP Grieshaber, Walter Kempowski, Imre Kertész, Heiner Müller, Artur Schnabel, Christoph Schlingensief, Hanna Schygulla, George Tabori, Konrad Wachsmann, Christa Wolf, Peter Zadek und Bernd Alois Zimmermann. Er verantwortete über 150 Archiv-Ausstellungen, u. a. über Carl Blechen, Bertolt Brecht, Werner Richard Heymann, Friedrich Hollaender und das Kabarett der zwanziger Jahre, den Jüdischen Kulturbund in Deutschland 1933–1941, Jean Pierre Ponnelle, Hans Werner Richter und die Gruppe 47, Johann Gottfried Schadow oder Peter Weiss. Unter Trautweins Vorsitz realisierte der Arbeitskreis selbständiger Kultur-Institute (AsKI). u. a. die digitalen Gemeinschaftsprojekte „Alle Wege führen nach Rom!“ sowie „TSURIKRUFN! – Erinnerungen an jüdische Persönlichkeiten in Deutschland“ und setzte den Arbeitsschwerpunkt ‚Kultur stärkt Demokratie‘.

### Veröffentlichungen
- Erlesene Angst, Schauerliteratur im 18. und 19. Jahrhundert; systematischer Aufriß, Untersuchungen zu Bürger, Maturin, Hoffmann, Poe und Maupassant, Hanser, München 1980
- Werner Richard Heymann: Berlin, Hollywood und kein Zurück, Hentrich & Hentrich, Berlin 2011, ISBN 978-3-942271-37-0 (= Jüdische Miniaturen. Band 113)
- Aufbrüche in die Moderne – Das Archiv der Akademie der Künste, Hrsg.  mit Julia Bernhard, AdK, Berlin 2013